# آلبا ملادو
آلبا ملادو (انگلیسی: Alba Mellado؛ زادهٔ ۱۸ مارس ۱۹۹۲) بازیکن فوتبال اهل اسپانیا است.
از باشگاه‌هایی که در آن بازی کرده‌است می‌توان به باشگاه فوتبال زنان اتلتیکو مادرید اشاره کرد.